# Conclave de 1590 (tardor)
El Conclave de la tardor de 1590 (8 d'octubre a 5 de desembre) va ser el segon conclave de 1590. Gregori XIV hi va ser triat successor d'Urbà VII. Aquest conclave va ser marcat per una interferència real sense precedents de Felip II de Castella.

## El pontificat d'Urbà VII
Urbà VII va ser triat papa el 15 de setembre de 1590. El 27 de setembre va morir a causa d'una infecció per malària després de només dotze dies del seu pontificat abans ser coronat. És el més curt papat de la història. La seva mort va ser profundament lamentada pels pobres de Roma, que van heretar la seva riquesa.

## Divisions i candidats
Com en el conclave anterior, havia tres grans faccions:
- Facció castellana - partidaris polítics de Castella. El nucli del partit va ser format pels cardenals Madruzzo (líder de la facció), Deza, Mendoza, Tagliavia d'Aragona, Spinola, Marcantonio Colonna, Ascanio Colonna, Gallio, Pellevé, Santori, Rusticucci, Sfondrati, Paleotti, Simoncelli, Facchinetti, Carafa, Allen, Cusani, Giovanni Vincenzo Gonzaga, Scipione Gonzaga, Andreas von Österreich i Caetani;
- Facció Sixtina - marcada per Sixt V, liderada pel seu renebot Alessandro Peretti de Montalto. Els membres d'aquesta facció van ser els cardenals Castrucci, Pinelli, Aldobrandini, della Rovere, Bernerio, Galli, Sarnano, Rossi, Sauli, Pallotta, Morosini, Pierbenedetti, Petrocchini, Matei, Giustiniani, Borromeo, del Monte i Pepoli;
- Gregorians - nomenats per Gregori XIII: Sforza, Mèdici, Canani, Salviati, Valeri, Lauro, Lancelotti. El cardenal Sforza, líder d'aquesta facció, va ser relacionat per casament amb Gregori XIII.

Hi havia dos petits grups practicant nepotisme. Un estava relacionat amb Pius IV (Sitticus von Hohenems, Serbelloni, Gesualdo i Avalos d'Aragona) i l'altre amb Pius V (Bonelli, Albani). A causa de la petita mida dels grups, ells gairebé no van tenir cap paper important i la majoria dels nomenats d'aquests papes es van posar al costat de la facció castellana.
Els cardenals considerats papables van ser Serbelloni, Marcantonio Colonna, Gálio, Paleotto, Madruzzo, Santori, Facchinetti, Sfondrati, Valier, Lauro, della Rovere.
En el context d'aquest conclave, va ser forjada la Profecia dels Papes, probablement per a donar suport a la temptativa del cardenal Girolamo Simoncelli pel papat.

## Interferència de Felip II de Castella
El 6 d'octubre, encara abans de l'inici del conclave, l'ambaixador espanyol Olivares va donar als cardenals les recomanacions oficials del rei Felip II. Contenien dues llistes de noms. El primer tenia set noms: Madruzzo, Santori, Facchinetti, Sfondrati, Paleotti, Gallio i Marcantonio Colonna. La voluntat oficial del rei era l'elecció d'un d'aquests set noms. La segona llista contenia els noms de 30 cardenals, en els quals Felip II va col·locar un veto clar. Felip II desitjava garantir la seva reivindicació al tron francès, guanyant poder sobre la Santa Seu. Encara que en el passat els monarques seculars haguessin intentat moltes vegades i de maneres diferents influenciar l'elecció dels papes, aquesta interferència explícita no tenia precedents.

## Conclave
El conclave va començar el 8 d'octubre, amb 52 cardenals. Alguns dies després, Camerlengo Caetani es va ajuntar a ells després de la seva tornada de França i, el 13 d'octubre, va arribar el cardenal Andreas von Österreich. El cardenal Mantalto va nomenar Ippolito Aldobrandini, però el cardenal Madruzzo, que era el líder de la facció castellana, i d'acord amb la voluntat del rei Felip II, va torpedinar efectivament aquesta candidatura. La indicació del cardenal Vincenzo Lauro, proposada per Montalo i Sforza, va patir la mateixa destinació.
El 12 d'octubre, va haver un rumor a Roma de que Marcantonio Colonna va ser triat el nou papa. El fet va tenir lloc, però no va rebre la majoria dels vots, a causa de l'oposició de Sforza i la seva facció. Els castellans tampoc volien donar-li suport. Encara que Colonna fos una de les tries de Felip II, no se sabia oficialment que ell i Gálio no eren populars a Madrid i la seva elecció era improbable.
El 15 d'octubre, la facció castellana va prendre la iniciativa i va nomenar el seu líder Madruzzo. La candidatura va trobar forta oposició dels cardenals Sforza, d'Aragony i Venetian. Les objeccions contra Madruzzo incloïen els seus llaços estrets amb el rei de Castella, el seu mal estat de salut (va ser perjudicat per la gota) i fins al seu origen (la seva mare era alemanya).
Després del rebuig de Madruzzo, el cardenal Montalto va oferir a la facció castellana cinc noms - Aldobrandini, Lauro, Valiero, Salviati i Medici - i va demanar que n'escollissin un. Com el rei Felip havia rebutjat els cinc, cap d'ells va ser escollit.
Com a resultat de la perllongada seu vacant, cada vegada regnava més caos en els carrers. Durant el mes de novembre, les divergències entre els cardenals van augmentar en comptes de disminuir. El principal oponent de la facció castellana va ser el cardenal Montalto.
A finals de novembre, la majoria dels cardenals va arribar gradualment a la conclusió de que, per més ultratjosa que fos a interferència de Felip II, sense el suport dels seus seguidors, no havia oportunitat de triar un papa, per això seria millor escollir algú. El 4 de desembre, per tant, amb el suport de la facció de Madrid, el cardenal Paleotti va rebre 33 vots (en necessitava tres més per a vèncer). Montalto no preferia Paleotti, llavors, amb Sforza, va arribar a la conclusió de que, per a impedir la seva elecció, necessitaven donar suport a Sfondrati o Facchinetti. Al final, van decidir triar Sfondrati.

## Elecció de Gregori XIV
El matí del 5 de desembre de 1590, després de gairebé dos mesos de conclusió, el cardenal Niccolo Sfondrati, de 55 anys, bisbe de Cremona, va ser triat papa i va escollir el nom Gregori XIV. Va ser intronitzat el 8 de desembre de 1590.

## Cardenals votants
JIII = nomenat cardenal per Juli III
PIV = nomenat cardenal per Pius IV
PV = nomenat cardenal per Pius V
GXIII = nomenat cardenal per Gregori XIII
SV = nomenat cardenal per Sixt V
GXIV = nomenat cardenal per Gregori XIV
1. Giovanni Antonio Serbelloni, Degà del Col·legi Cardenalici (PIV)
2. Alfonso Gesualdo (PIV)
3. Innico d'Avalos d'Aragona (PIV)
4. Marcantonio Colonna (PIV)
5. Tolomeo Gallio (PIV)
6. Gabriele Paleotti (PIV)
7. Girolamo Simoncelli (JIII)
8. Markus Sitticus von Hohenems Altemps (PIV)
9. Ludovico Madruzzo (PIV)
10. Michele Bonelli, Orde dels Predicadors (PV)
11. Antonio Carafa (PV)
12. Giulio Antonio Santorio (PV)
13. Girolamo Rusticucci (PV)
14. Nicolas de Pellevé (PV)
15. Gian Girolamo Albani (PV)
16. Andreas von Austria (GXIII)
17. Pedro de Deza (GXIII)
18. Giovanni Gonzaga (GXIII)
19. Giovanni Antonio Facchinetti (futur Papa Innocenci IX) (GXIII)
20. Alexandre Otaviano de Médici (futur Papa Lleó XI) (GXIII)
21. Giulio Canani (GXIII)
22. Niccolò Sfondrati (elegit amb el nom de Gregori XIV) (GXIII)
23. Antonmaria Salviati (GXIII)
24. Agostino Valier (GXIII)
25. Vincenzo Lauro (GXIII)
26. Filippo Spinola (GXIII)
27. Simeone Tagliavia d'Aragona (GXIII)
28. Scipione Lancelotti (GXIII)
29. Francesco Sforza di Santa Fiora (GXIII)
30. Alessandro Peretti di Montalto (SV)
31. Giovanni Battista Castrucci (SV)
32. Ippolito de’ Rossi (SV)
33. Domenico Pinello (SV)
34. Ippolito Aldobrandini (futur Papa Climent VIII) (SV)
35. Girolamo della Rovere (SV)
36. Girolamo Bernerio, Orde dels Predicadors (SV)
37. Antonio Maria Galli (SV)
38. Costanzo da Sarnano, Orde de Frares Menors Conventuals (SV)
39. Benedetto Giustiniani (SV)
40. Girolamo Mattei (SV)
41. Ascanio Colonna (SV)
42. William Allen (SV)
43. Scipione Gonzaga (SV)
44. Antonmaria Sauli (SV)
45. Giovanni Palotta (SV)
46. Juan Hurtado de Mendoza (SV)
47. Frederico Borromeu (SV)
48. Giovanni Francesco Morosini (SV)
49. Agostino Cusani (SV)
50. Francesco Maria Del Monte (SV)
51. Mariano Pierbenedetti (SV)
52. Gregorio Petrocchini (SV)
53. Guido Pepoli (SV)

### Absents
1. Albert VII d'Àustria (GXIII)
2. Gaspar de Quiroga y Vela (GXIII)
3. Rodrigo de Castro Osorio (GXIII)
4. François de Joyeuse (GXIII)
5. Jerzy Radzvil (Radziwill) (GXIII)
6. Carles II de Borbó de Vendome (GXIII)
7. Andreu Báthory (GXIII)
8. Enrico Caetani (SV)
9. Philippe de Lénoncourt (SV)
10. Pierre de Gondi (SV)
11. Hugues Loubenx de Verdalle (SV)
12. Charles de Lorraine-Vaudemont (SV)